# Apopterygion oculus
Apopterygion oculus е вид лъчеперка от семейство Tripterygiidae. Видът е незастрашен от изчезване.

## Разпространение и местообитание
Разпространен е в Нова Зеландия (Северен остров, Чатъм и Южен остров).
Среща се на дълбочина от 14 до 186 m.

## Описание
На дължина достигат до 6,3 cm.